# 가롤로 보로메오

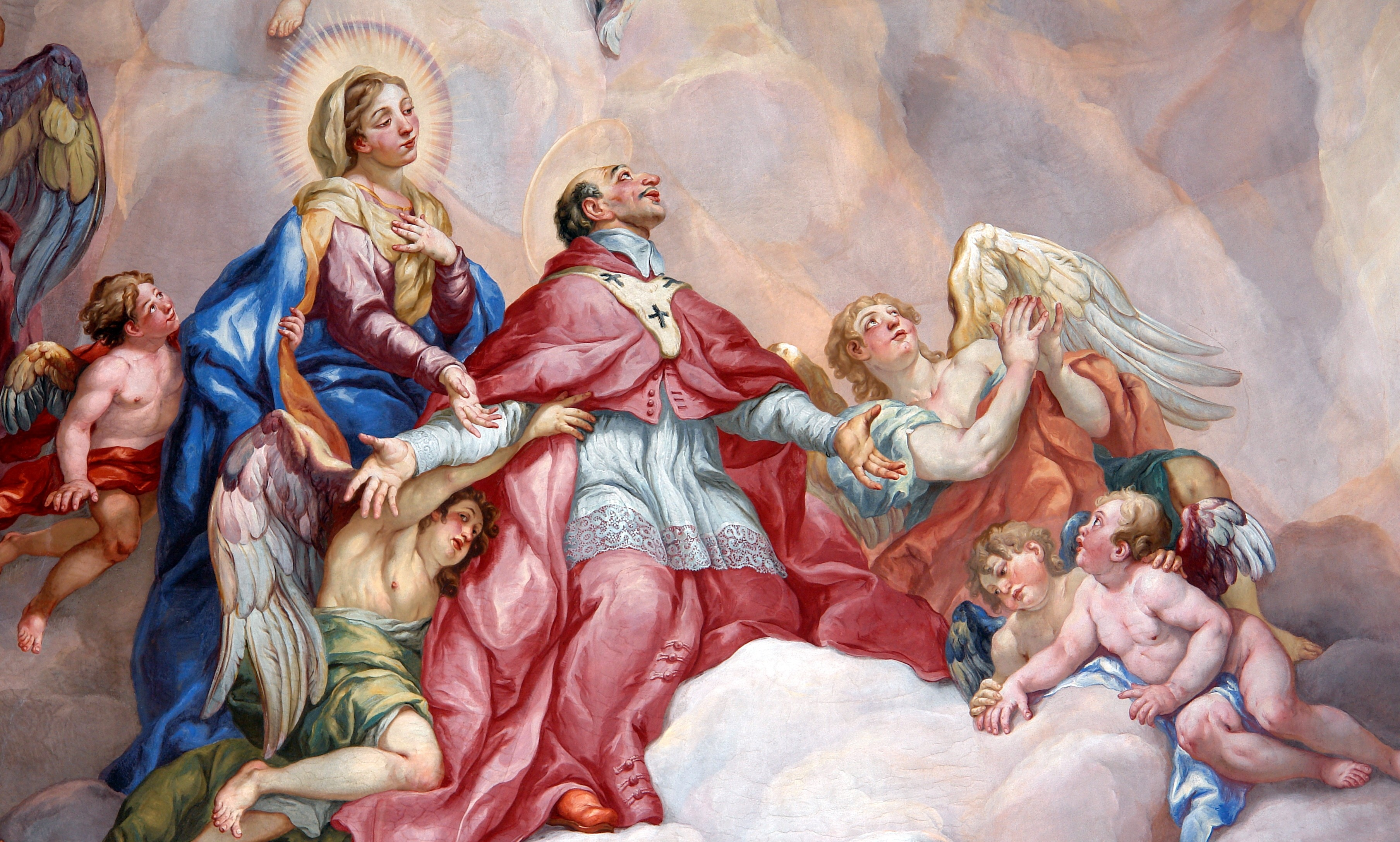
동정 성모 마리아에게 전구를 청하는 성 가롤로 보로메오

성 가롤로 보로메오(라틴어: Sanctus Carolus Borromaeus) 또는 카를로 보로메오(이탈리아어: Carlo Borromeo, 1538년 10월 2일 - 1584년 11월 3일)는 이탈리아의 성인이자 로마 가톨릭교회의 추기경이다. 가톨릭 개혁 시대에 활동했던 인물로, 성직자들의 교육을 위한 신학교 창립을 비롯하여 가톨릭교회에 상당한 개혁들을 달성하였다. 성 가롤로 보로메오의 기념일은 11월 4일이다.
교황 비오 4세의 조카인 그는 루카의 안셀모와 더불어 시성된 교황의 친인척 고위 성직자 가운데 한 사람이기도 하다.

## 생애 초기
아로나 백작 길베르토 2세 보로메오와 마르가리타 데 메디치(교황 비오 4세의 누이)의 아들인 가롤로 보로메오는 이탈리아 북부 아로나 성에서 태어났다. 귀족 집안이었던 보로메오 가문의 문장은 보로메오 고리였는데, 이는 삼위일체라는 뜻도 내포하고 있다. 가롤로 보로메오가 열두 살쯤 되었을 무렵, 그의 삼촌 줄리오 체사레 보로메오는 그에게 아빠스(수도원장) 직책을 위임하였다. 가롤로 보로메오는 아빠스로 있으면서 얻은 금전을 전부 가난한 사람들을 위한 자선사업에 사용하였다. 그리고 파비아에서 시민법과 교회법을 공부하였다. 1554년 부친이 죽자 형인 페데리고 백작과 같이 가족 부양의 책임을 떠맡게 되었지만, 얼마 지나지 않나 학업에 다시 몰두하였으며 1559년에 박사학위를 취득하였다. 1560년 가롤로 보로메오의 삼촌인 안젤로 데 메디치 추기경이 콘클라베에서 과반수의 득표를 얻어 교황 비오 4세로 선출되었다.
교황 비오 4세는 가롤로 보로메오에게 특무성성 장관(오늘날의 국무원장)과 국새상서직을 맡겼다. 교황은 또한 가롤로 보로메오를 로마냐와 안코나의 마르체 지방의 영주 및 프란치스코회와 가르멜회, 몰타 기사단의 지도 사제로 임명하였다.

## 밀라노 대교구장

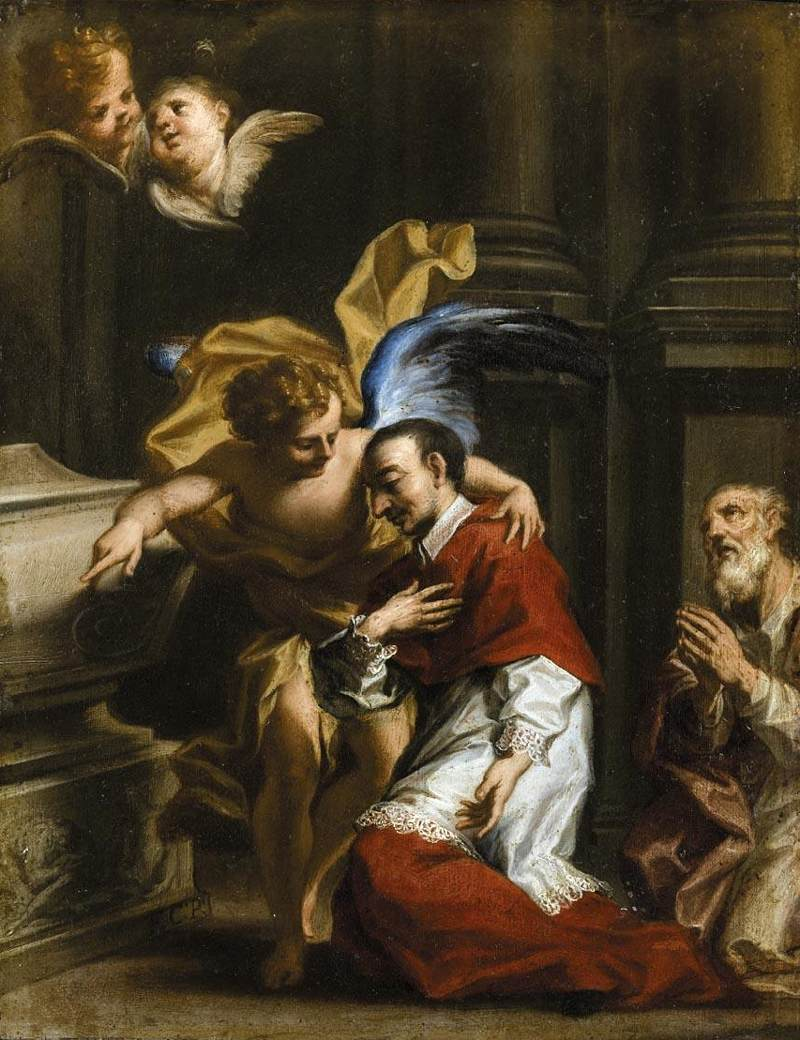
천사의 부축을 받고 있는 성 가롤로 보로메오

22세가 되던 무렵, 가롤로 보로메오는 교황청의 강력한 신임을 받게 되었다. 곧이어 비오 4세는 그를 밀라노 대교구장 주교에 임명하였다. 가롤로 보로메오는 교황의 명령을 받들어 교회의 영광을 위해 분골쇄신하였다. 학자들의 교육을 위해 학술협회를 세웠으며, 파비아 대학교에 거액을 기부하였다. 그의 형 페데리고 사후, 그의 집안은 보로메오가 성직에서 물러나 결혼을 하여 자녀를 가짐으로써 집안의 끊어진 대를 이어줄 것을 희망하였다. 그러나 가롤로 보로메오는 이러한 가문의 요청을 거절하고 성직에 계속 머무르기로 결심하였다. 그는 교회 차원에서 가난하고 소외된 이들을 위한 제도적 지원책을 마련하여 널리 보급하였다.
그리하여 가톨릭교회 내에서 가롤로 보로메오 추기경은 교황 비오 4세에 버금가는 영향력을 가지게 되었으며, 트리엔트 공의회에서 진정한 종교개혁과 쇄신의 기틀을 마련하는 데 큰 공로를 하였다. 트리엔트 공의회 내에서 이룩한 그의 가장 큰 업적은 트리엔트 교리문답을 초안 감수, 발간한 것이다.

### 교회 개혁
1566년 삼촌이기도 한 교황 비오 4세가 선종하자 가롤로 보로메오는 콘클라베에 참석하였다. 가롤로 보로메오는 강력한 차기 교황 후보로 떠올랐지만, 그 자신은 부담스럽다며 교황직을 거절하였다. 그 결과, 교황 비오 5세가 등극하였다. 비오 5세는 가롤로를 자신의 고문으로 삼고자 했지만 가롤로는 교황에게 간청하여 다시 밀라노 대교구로 돌아왔다. 밀라노 대교구는 지난 80년간 대교구장이 공석 상태였기 때문에 많이 교세와 업무 분야에서 많이 기울어진 상태였다. 가롤로 보로메오는 밀라노 대교구를 다시 일으켜 세우고자 교구 행정을 정비하고 교구 시노드를 소집하는 한편 규칙적이고도 조직적인 사목 방문을 실시하고 여러 차례 성사를 집전하는 등 대교구장으로서 사목활동에 전념하였다. 북쪽 알프스 산골은 본당신부들에 의해 이미 포기 상태에 있었으나 그는 그러한 곳까지 방문하여 설교를 하였다.
또한, 트리엔트 공의회의 정신에 따라 주교좌 성당 안에 있던 화려한 무덤들과 부유한 장식품들, 깃발 등을 사치로 규정하여 철폐함으로써 성당 내부 장식을 간소화하였다. 심지어 그는 자기 가문 사람들의 기념비마저도 용납하지 않았다. 그리고 성당 안 회중석을 두 구획으로 나누어 남녀가 따로 앉도록 하였다.
가롤로 보로메오는 당시 가톨릭교회가 무질서하고 세속화된 이유가 많은 성직자가 무지하고 게으른 상태에 빠졌기 때문이라고 생각했다. 가롤로는 이것을 고치기 위해서는 훌륭한 사제 양성이 급선무임을 깨닫고 성직자들의 교육을 위한 신학교를 설립하였으며 교구 수도단체를 활성화시켰다. 그리고 평신도들의 신앙심을 고취하고자 주일학교를 활성화시켰다. 그 결과 밀라노 대교구 신자들은 깊은 신앙심을 지니게 되었고 다른 교구의 모범이 되었다. 그리고 많은 전교사가 양성되었다.

### 주술과 이단과의 싸움
1524년과 1526년 란츠 의회를 통하여 세 동맹 공화국은 신앙의 자유를 선포하자, 가롤로 보로메오는 스위스 계곡들에 있던 프로테스탄트를 진압하였다. 이에 대해 미국 가톨릭 백과사전은 다음과 같이 설명하였다. ‘1588년 11월 가롤로 보로메오는 대교구 사목을 총대리 오웬 루이스 몬시뇰에게 맡기고 교황 대리 자격으로 스위스와 그리슨의 여러 지역을 사목 방문하였다. 가롤로 추기경이 맨 처음 방문한 곳은 메솔레이나 계곡이었다. 이곳에서 그는 이단자뿐만이 아니라 마법과 주술과 맞닥트렸으며, 로베레도에서는 무려 영주와 교구 신부가 신비주의 주술에 빠져 있었다.’ 이 지역을 사목 방문하는 동안, 가롤로 보로메오 추기경은 마법을 실행한 혐의로 100여명의 사람을 체포하였다. 체포된 자들 대부분은 심문을 받고나서야 자신들의 그릇된 미신을 포기하고 가톨릭 신앙으로 회심하였다. 그 덕분에 그들은 겨우 목숨을 부지할 수 있었다. 부녀자 두 명과 총독은 반성의 기색이 보이지 않아 사형이 선고되었다. 그들은 모두 화형으로 처리되었다.
한편, 프로테스탄트 봉기를 진압하던 중 이에 대한 반작용이 거세지자, 가롤로 보로메오는 스위스의 루드비히 피퍼가 1586년 조직한 황금동맹을 적극 지원하였다. 황금동맹군은 루체른에 본부를 두고, 스위스의 가톨릭 주 정부들과 연합 전선을 구축하였다. 황금동맹군은 이단 척결을 구호로 내걸고 프로테스탄트교도들을 마을에서 추방하거나 화형에 처하는 방식으로 프로테스탄트를 몰아내었다.

## 말년
1576년, 밀라노에 흑사병이 창궐하자 가롤로 보로메오는 병자들을 돕고 시신을 매장하는 데 여러 가지 도움을 제공하였다. 귀족들이 흑사병을 피해 모두 도망쳤을 때에도 가롤로 보로메오는 위험에 아랑곳하지 않고 끝까지 밀라노에 남았다. 흑사병이 유행하는 중에도 그는 병자들을 일일이 찾아가 위로하며 병자성사를 주었고, 식량을 나누어주었으며, 예방법을 주지시키는 활약을 하였다. 결국 흑사병은 잠잠해지고 밀라노는 다시 평온을 되찾았다.
보로메오는 오랜 극기와 과로로 점차 체력이 소모되어 나중에 가서 간헐열에 걸려 은퇴 후 피정에 들어갔다. 그리고 1584년 11월 3일 밀라노에서 46세로 선종하였다. 그가 선종하기 직전 마지막으로 남긴 말은 “주님, 저는 여기 대령했나이다.”였다. 유해는 밀라노 대성당에 안치되었으며, 1610년 11월 교황 바오로 5세에 의해 시성되었다. 가톨릭교회의 전례력에서 그의 기념일은 11월 4일로 지정되었다.

## 같이 보기
- 교황 비오 4세
- 밀라노 대교구장
- 트리엔트 공의회
- 성 가롤로 보로메오 병원